# Жупанешти (Мехединци)
Жупанешти (рум. Jupânești) насеље је у Румунији у жупанији Мехединци у општини Чирешу. Место се налази на надморској висини од 417 m.

## Прошлост
По "Румунској енциклопедији" место се јавља 1514. године. По попису из 1717. године било је у селу само 10 кућа. Православна црква брвнара је из 18. века.
Аустријски царски ревизор Ерлер је 1774. године констатовао да је место "Шупанек"?, у Оршовском округу и дистрикту а становништво је претежно влашко.
Када је 1797. године пописан православни клир у селу Жупанешти је један свештеник. Место је парохија у Фачетском протопрезвирату, Крашовске жупаније. Парох, поп Атанасије Поповић (рукоп. 1772), био је удовац без деце и служио се само влашким говором.

## Становништво
Према подацима из 2002. године у насељу је живело 79 становника, од којих су сви румунске националности.